# سيجنص إد (محرر نصوص)
سيجنص إد هو محرر نصوص مخصص للعمل على أنظمة أميغا أو أس ومورف أو أس، تم تطويره للمرة الأولى بين عامي 1986-1987 عن طريق بروس داوسون، كولين فوكس، و ستيف لاروك اللذي كان يعمل حينها في شركة سيجنص سوفت للبرمجيات.
ويتميز سيجنص إد بكونه أول محرر يعمل على أنظمة أميغا أو أس ويدعم عمليات استرجاع واستلحاق الحالة (undo/redo) بالإضافة لكونه الأول من نوعه اللذي يدعم تطبيق (ARexx) «وهو للغة ري أكس أكس» على أنظمة أميغا أو أس.
نشأ الكثير من مطوري تطبيقات أميغا أو أس على محرر سيجنص إد كما وأن هناك جزء كبير من منظومة مكتبة أميغا البرمجية تمت كتابته على محرر سيجنص إد، وبقي سيجنص إد يتحلى بقدر كبير من الشهرة حتى بعد اعلان شركة كومودور إنترناشونال افلاسها في العام 1994 (وهي الشركة التي أنتجت أحد أشهر أنواع الواسيب واللذي كان يعمل على أنظمة أميغا أو أس) وفي عام 1997 تم اطلاق الإصدارة 4 من محرر سيجنص إد والتي تم تطويرها على يد أولاف بارثيل وتم تطويع هذه النسخة للعمل على نظام مورف أو أس بواسطة رالف شميتد وكان ذلك في العام 2000 وتم اتاحتها للمستخدمين اللذين يملكون النسخة الأصلية من الأقراص المضغوطة المخصصة لتنصيب الإصدارة 4 من المحرر وفي عام 2007 تم اطلاق الإصدارة 5 من المحرر على يد أولاف بارثيل وكانت هذه الإصدارة مخصصة للعمل على أميغا أو أس 4.